# جامعة كنتاكي الشرقية
جامعة كنتوكي الشرقية (بالإنجليزية: Eastern Kentucky University)‏ هي جامعة دولة في ريشموند بولاية كنتاكي، الأمريكية. تأسست عام 1874، عدد طلابها المسجلين في الوقت الحالي 16.183. إلى جانب الحرم الجامعي في ريشموند يوجد أيضاً في كل من كوربن، دانفيل، ومانشستر. تشتهر الجامعة بشكل خاص بتدريسها في مجال البحث، والعدالة الجنائية. جامعة كنتوكي الشرقية هي عضو في مؤتمر وادي أوهيو.

## أشهر الشخصيات
- إيرلي كومبز - لاعب بيسبول.
- تيم ليستر - لاعب كرة قدم أمريكي.
- لي ماجورس - ممثل، ومغني.
- ثاكسين شيناواترا - رئيس وزراء سابق في تايلند.

## وصلات خارجية
- الموقع الرسمي للجامعة